# 科内雷
科内雷（法語：Connerré，法語發音：[kɔnɛʁe]）是法国萨尔特省的一个市镇，属于马梅尔斯区。

## 地理
科内雷（48°3'39"N, 0°29'43"E）面积16.6 平方千米，位于法国卢瓦尔河地区大区萨尔特省，该省份为法国西北部内陆省份，北起顺时针与奥恩省、厄尔-卢瓦省、卢瓦-谢尔省、安德尔-卢瓦尔省、曼恩-卢瓦尔省和马耶讷省接壤，是法国大西部的入口，连接卢瓦尔河谷、布列塔尼和巴黎盆地。
与科内雷接壤的市镇（或旧市镇、城区）包括：贝耶、苏利特雷、迪埃河畔托里涅、拉沙佩勒圣雷米、迪诺、隆布龙、尼耶勒雅莱、蒙福尔勒热努瓦。

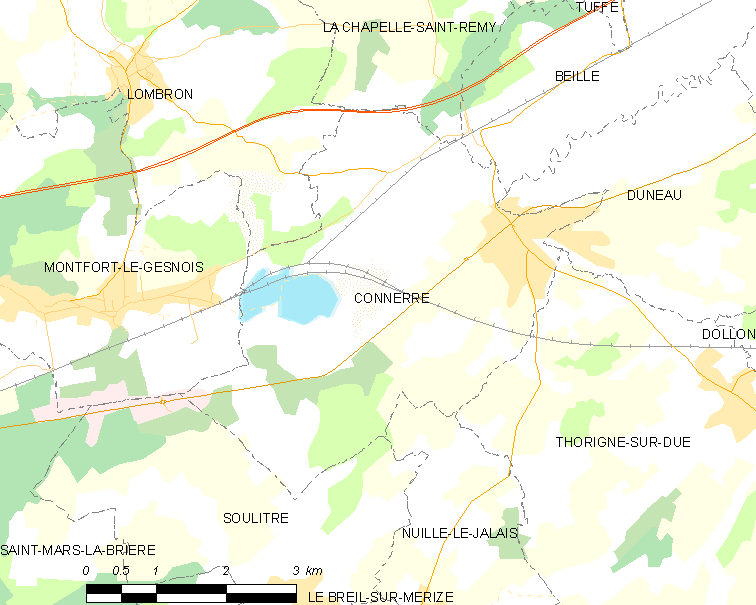
科内雷的OSM定位图

科内雷的时区为UTC+01:00、UTC+02:00（夏令时）。

## 行政
科内雷的邮政编码为72160，INSEE市镇编码为72090。

## 政治
科内雷所属的省级选区为萨维涅莱韦克县。

## 人口

1962-2008年间科内雷人口变化图示

科内雷于2022年1月1日时的人口数量为2838人。